# Leo Sørensen
Leo Sørensen (1898 - 1972) var pilot for Det Danske Luftfartselskab inden han i 1925 blev den første havnechef for Kastrup Lufthavn og var det frem til sin pensionering 1965.
Der fortælles mange anekdoter om luftfartspioneren Sørensen, bl.a. om hans bekendtskab med det unge tyske flyveres fra 1. verdenskrig Hermann Göring og om golfspil på lufthavnsområdet.

## Eksterne links
- Lufthavns jubilæum (20. april 1965) - DR
- Flyvningens fantastiske historie begyndte på en græsmark i Kastrup Arkiveret 22. februar 2015 hos  Wayback Machine - Den Korte Avis 27. oktober 2012
- Vi var de første - stewardessen som danmarkshistorie Arkiveret 22. februar 2015 hos  Wayback Machine, af Nellie Vierhout (2014). ISBN 978-87-93204-68-3